# (2594) Acamas
(2594) Acamas ist ein Asteroid aus der Gruppe der Jupiter-Trojaner. Damit werden Asteroiden bezeichnet, die auf den Lagrange-Punkten auf der Bahn des Jupiter um die Sonne laufen. (2594) Acamas wurde am 4. Oktober 1978 von Charles T. Kowal entdeckt.
Der Asteroid wurde nach Akamas, einem Krieger aus dem Trojanischen Krieg, benannt.